# Buddhaghosa

Buddhaghosa (c.), el erudito más importante de Abhidhamma del budismo Theravāda, presentando tres copias de su gran obra, el Visuddhimagga.

Bhadantācariya Buddhaghoṣa（Chino: 覺音）fue un comentador erudito indio del budismo Theravāda del siglo V d. C. Su nombre significa "Voz del Buddha" en el lenguaje Pali.
Su trabajo más conocido es el Visuddhimagga, o Camino de Purificación, un exhaustivo compendio y análisis de las enseñanzas del Theravada del camino hacia la liberación. Los comentarios de Buddhaghosa se han constituido generalmente en las interpretaciones ortodoxas de las escrituras del Theravada desde al menos el siglo XII d. C.. Comúnmente reconocido por estudiosos y religiosos theravadines, como el comentarista del Theravada más importante.

## Biografía
Existe poca información sobre la vida de Buddhaghosa. Lo que se conoce se extrae de tres fuentes principales: prólogos y epílogos cortos adjuntos a los trabajos del propio Buddhaghosa, detalles sobre su vida aparecidos en las crónicas singalesas Mahavamsa y Chulavamsa y una biografía posterior llamada Buddhagosuppatti, en la que se narran una serie de leyendas sobre el monje. Existen otras referencias sobre la vida del erudito en otras fuentes que, no obstante, se califican como poco fiables.
Según la tradición cingalesa Buddhaghosa nació en una familia de Brahmanes en el reino de Magada, en un lugar próxima a Bodhgaya. la crónica Mahavamsa afirma que era maestro en los Vedas y que viajaba a través de la India participando en debates filosóficos. En uno de estos debates sobre doctrina védica es derrotado cuando se enfrenta con un monje budista llamado Revata, quien le expone una enseñanza sobre el Abhidamma. Impresionado Buddhaghosa se hizo bhikku (monje mendicante budista)  y adoptó el nombre con el que se le acabará conociendo debido a su voz sonora y su talento para la retórica. Emprendió el estudio del Tipitaka y sus comentarios y aconsejado por Revata, al que eligió como maestro, emprendió un viaje a Sri Lanka en busca de comentarios sobre el canon budista que se habían perdido en India. Según la tradición birmana Buddhaghosa sería de Birmania donde a la vuelta de Ceilán introdujo el canon pali dando lugar a un nuevo impulso al budismo en el país. Según estudios de sus escritos comparados con el conocimiento arqueológico actual, su lugar de nacimiento podría haber sido Andhra, en el sur de India, debido al conocimiento que Buddhaghosa tenía de la ciudad. En contra de la versión cingalesa se esgrime que Buddhaghosa no conoce la geografía de Magada al punto de atribuir a la ciudad de Patna un puerto de mar. La versión birmana es también cuestionada ya que Buddhaghosa no aparece mencionado en las inscripciones budistas birmanas de la época.
En lo que todas las versiones se ponen de acuerdo es que Buddhaghosa residió una parte de su vida en Sri Lanka donde encontró un gran volumen de comentarios en cingalés que habían sido reunidos y preservados por los monjes del monasterio de Anuradhapura Maha Vihara. Allí solicitó permiso a los monjes para recopilar y editar los comentarios en idioma pali. Los monjes lo pusieron a prueba pidiéndole que expusiera el dhamma a partir de dos estrofas tomadas del canon. A partir de estas Buddhaghosa compuso su obra más famosa, el Visuddhimagga. Ante esto los monjes reconocieron su pericia y le autorizaron a trabajar con todos los textos, tanto del canon como de los comentarios.